# Adelphocoris vandalicus
Adelphocoris vandalicus је врста стенице која припада фамилији Miridae.

## Распрострањење и станиште
Врста има холомедитеранско распрострањење. Среће се на подручју Европе, Северне Африке (Мароко) и Азије (Азербејџан, Казахстан, Турска, Грузија и Јермениј). У Србији се среће углавном на планинама, живи на сувим стаништима.

## Опис
Тело је у основи жуте боје, скутелум је жућкаст, као и већи део крила. Пронотум има црну попречну шару и светли доњу ивицу. Ивице кунеуса су црвене боје, а врх jе црвенкаст или црнкаст. Ноге су браон или црвене боје. Антене су такође црвенкасто-браон боје, са светлим деловима на трећем и четвртом сегменту. Други антенални сегмент је при врху задебљао, задебљали део је црне боје. Дужина тела мужјака је од 7,5mm до 8,5mm, а женки од 7,3mm до 8mm.

## Биологија
Одрасле јединке се јављају од јуна и активне су до краја септембра. Уколико су временски услови повољни могу се срести и почетком октобра. A. vandalicus се храни на биљкама из родова Verbascum, Echinops, Centaurea и Tanacetum. Врста презимљава у стадијуму јајета.

## Синоними
- Calocoris vandalicus Rossi, 1790